# إرث جوبيتير
إرث جوبيتير (بالإنجليزية: Jupiter's Legacy) هو مسلسل أبطال خارقة أمريكي قادم،المسلسل من بطولة جوش دوهامل،بن دانيالز،ليزلي بيب،إيلينا كامبوريس ومات لانتر.من المقرر عرض المسلسل في 2021.